# L'Hermitage-Lorge

L'Hermitage-Lorge este o comună în departamentul  Côtes-d'Armor, Franța. În 1 ianuarie 2018 avea o populație de 760 de locuitori.